# Anthony Watson
Anthony Watson (Vineland, 5 november 1989) is een Jamaicaans skeletonracer die geboren is in Amerika.

## Carrière
Watson trad nooit aan in de wereldbeker maar nam in 2017 deel aan het wereldkampioenschap waar hij 38e werd.
Hij nam in 2018 deel aan de Olympische Winterspelen waar hij 29e werd.

## Resultaten

### Olympische Spelen
| Jaar | Plaats      | Resultaat |
| ---- | ----------- | --------- |
| 2018 | Pyeongchang | 29e       |

### Wereldkampioenschappen
| Jaar | Plaats    | Resultaat |
| ---- | --------- | --------- |
| 2017 | Königssee | 38e       |